# Massacre de Sharpeville

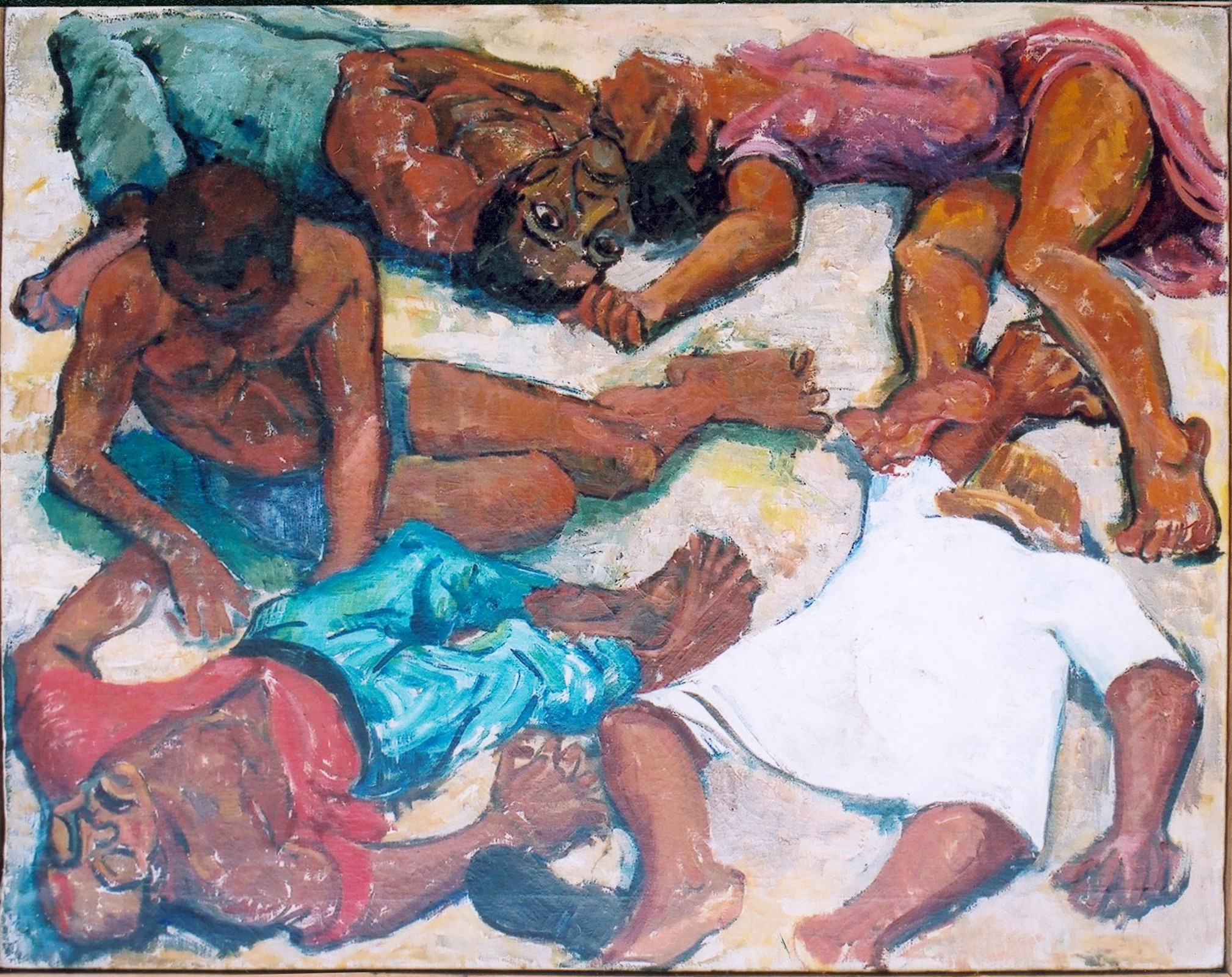
Pintura retratando o Massacre de Sharpeville, em 1960.

O Massacre de Sharpeville foi um episódio de assassinato em massa perpetrado pela Polícia Sul-Africana (SAP) — a força policial nacional da África do Sul durante o regime do apartheid. Ocorreu no dia 21 de março de 1960, no bairro de Sharpeville, na cidade de  Johanesburgo, na África do Sul, durante um protesto realizado pelo Congresso Pan-Africano (PAC). O protesto pregava contra a Lei do Passe, que obrigava os negros da África do Sul a usarem uma caderneta na qual estava escrito onde poderiam ir.
Cerca de vinte mil manifestantes reuniram-se em Sharpeville, um bairro negro nos arredores da cidade de Johanesburgo, e marcharam calmamente, num protesto pacífico. A Polícia Sul-Africana conteve o protesto com rajadas de metralhadora. Morreram 69 pessoas, e cerca de 180 ficaram feridas.
Após esse dia, a opinião pública mundial focou sua atenção pela primeira vez na questão do apartheid. No dia 21 de novembro de 1969, a Organização das Nações Unidas implementou o Dia Internacional Contra a Discriminação Racial, que passou a ser comemorado todo dia 21 de março, a partir do ano seguinte. E continua ainda nos dias de hoje mesmo após o fim do apartheid.